# Skilanglauf-Scandinavian-Cup 2022/23
Der Skilanglauf-Scandinavian-Cup 2022/23 war eine von der FIS organisierte Wettkampfserie, die zum Unterbau des Skilanglauf-Weltcups 2022/23 gehörte. Sie begann am 16. Dezember 2022 in Östersund und endete am 5. März 2023 in Madona. Die Gesamtwertung der Männer gewann Harald Østberg Amundsen. Bei den Frauen wurde Moa Lundgren Erste in der Gesamtwertung.

## Männer

### Resultate
| 1. Scandinavian Cup in Östersund, 16. bis 18. Dezember 2022 | 1. Scandinavian Cup in Östersund, 16. bis 18. Dezember 2022 | 1. Scandinavian Cup in Östersund, 16. bis 18. Dezember 2022 | 1. Scandinavian Cup in Östersund, 16. bis 18. Dezember 2022 | 1. Scandinavian Cup in Östersund, 16. bis 18. Dezember 2022 |
| ----------------------------------------------------------- | ----------------------------------------------------------- | ----------------------------------------------------------- | ----------------------------------------------------------- | ----------------------------------------------------------- |
| Datum                                                       | Disziplin                                                   | Erster Platz                                                | Zweiter Platz                                               | Dritter Platz                                               |
| 16. Dezember 2022                                           | Sprint klassisch                                            | Lars Agnar Hjelmeset                                        | Sivert Wiig                                                 | Håvard Moseby                                               |
| 18. Dezember 2022                                           | 20 km Freistil Massenstart                                  | Jan Thomas Jenssen                                          | Harald Østberg Amundsen                                     | Håvard Moseby                                               |

| 2. Scandinavian Cup in Falun, 13. bis 15. Januar 2023 | 2. Scandinavian Cup in Falun, 13. bis 15. Januar 2023 | 2. Scandinavian Cup in Falun, 13. bis 15. Januar 2023 | 2. Scandinavian Cup in Falun, 13. bis 15. Januar 2023 | 2. Scandinavian Cup in Falun, 13. bis 15. Januar 2023 |
| ----------------------------------------------------- | ----------------------------------------------------- | ----------------------------------------------------- | ----------------------------------------------------- | ----------------------------------------------------- |
| Datum                                                 | Disziplin                                             | Erster Platz                                          | Zweiter Platz                                         | Dritter Platz                                         |
| 13. Januar 2023                                       | 10 km Freistil                                        | Harald Østberg Amundsen                               | Iver Tildheim Andersen                                | Martin Kirkeberg Mørk                                 |
| 14. Januar 2023                                       | Sprint klassisch                                      | Erik Valnes                                           | Jan Thomas Jenssen                                    | Harald Østberg Amundsen                               |
| 15. Januar 2023                                       | 30 km klassisch Massenstart                           | Jan Thomas Jenssen                                    | Jonas Vika                                            | Mikael Gunnulfsen                                     |

| 3. Scandinavian Cup in Madona, 3. bis 5. März 2023 | 3. Scandinavian Cup in Madona, 3. bis 5. März 2023 | 3. Scandinavian Cup in Madona, 3. bis 5. März 2023 | 3. Scandinavian Cup in Madona, 3. bis 5. März 2023 | 3. Scandinavian Cup in Madona, 3. bis 5. März 2023 |
| -------------------------------------------------- | -------------------------------------------------- | -------------------------------------------------- | -------------------------------------------------- | -------------------------------------------------- |
| Datum                                              | Disziplin                                          | Erster Platz                                       | Zweiter Platz                                      | Dritter Platz                                      |
| 3. März 2023                                       | Sprint Freistil                                    | Sindre Bjørnestad Skar                             | Harald Astrup Arnesen                              | Harald Østberg Amundsen                            |
| 4. März 2023                                       | 10 km Freistil                                     | Harald Østberg Amundsen                            | Iver Tildheim Andersen                             | Eirik Sverdrup Augdal                              |
| 5. März 2023                                       | 20 km klassisch Verfolgung                         | Harald Østberg Amundsen                            | Daniel Stock                                       | Håvard Moseby                                      |

### Gesamtwertung Männer
| Rang | Name                    | Punkte |
| ---- | ----------------------- | ------ |
| 1.   | Harald Østberg Amundsen | 719    |
| 2.   | Jan Thomas Jenssen      | 572    |
| 3.   | Eirik Sverdrup Augdal   | 571    |
| 4.   | Lars Agnar Hjelmeset    | 432    |
| 5.   | Karsten Andre Vestad    | 397    |
| 6.   | Jonas Vika              | 393    |
| 7.   | Håvard Moseby           | 345    |
| 8.   | Mikael Gunnulfsen       | 326    |
| 9.   | Vebjørn Turtveit        | 319    |
| 10.  | Andreas Fjorden Ree     | 317    |

| Rang | Name                   | Punkte |
| ---- | ---------------------- | ------ |
| 11.  | Daniel Stock           | 305    |
| 12.  | Martin Kirkeberg Mørk  | 303    |
| 13.  | Magne Haga             | 296    |
| 14.  | Johan Tjelle           | 291    |
| 15.  | Sivert Wiig            | 276    |
| 16.  | Vegard Sivertsgård     | 258    |
| 17.  | Gjøran Tefre           | 255    |
| 18.  | Iver Tildheim Andersen | 253    |
| 19.  | Mattis Stenshagen      | 239    |
| 20.  | Edvard Sandvik         | 233    |

| Rang | Name                      | Punkte |
| ---- | ------------------------- | ------ |
| 21.  | Truls Gisselman           | 217    |
| 22.  | Thomas Bucher-Johannessen | 215    |
| 23.  | Gaute Kvåle               | 203    |
| 24.  | Ole Jørgen Bruvoll        | 189    |
| 25.  | Ole Morten Flataker       | 187    |
| 26.  | Sindre Bjørnestad Skar    | 180    |
| 27.  | Kristoffer Berset         | 175    |
| 27.  | Amund Korsæth             | 175    |
| 29.  | Viktor Brännmark          | 173    |
| 30.  | Håkon Asdøl               | 162    |

## Frauen

### Resultate
| 1. Scandinavian Cup in Östersund, 16. bis 18. Dezember 2022 | 1. Scandinavian Cup in Östersund, 16. bis 18. Dezember 2022 | 1. Scandinavian Cup in Östersund, 16. bis 18. Dezember 2022 | 1. Scandinavian Cup in Östersund, 16. bis 18. Dezember 2022 | 1. Scandinavian Cup in Östersund, 16. bis 18. Dezember 2022 |
| ----------------------------------------------------------- | ----------------------------------------------------------- | ----------------------------------------------------------- | ----------------------------------------------------------- | ----------------------------------------------------------- |
| Datum                                                       | Disziplin                                                   | Erster Platz                                                | Zweiter Platz                                               | Dritter Platz                                               |
| 16. Dezember 2022                                           | Sprint klassisch                                            | Jonna Sundling                                              | Anna Svendsen                                               | Linn Svahn                                                  |
| 18. Dezember 2022                                           | 20 km Freistil Massenstart                                  | Jonna Sundling                                              | Anna Svendsen                                               | Moa Lundgren                                                |

| 2. Scandinavian Cup in Falun, 13. bis 15. Januar 2023 | 2. Scandinavian Cup in Falun, 13. bis 15. Januar 2023 | 2. Scandinavian Cup in Falun, 13. bis 15. Januar 2023 | 2. Scandinavian Cup in Falun, 13. bis 15. Januar 2023 | 2. Scandinavian Cup in Falun, 13. bis 15. Januar 2023 |
| ----------------------------------------------------- | ----------------------------------------------------- | ----------------------------------------------------- | ----------------------------------------------------- | ----------------------------------------------------- |
| Datum                                                 | Disziplin                                             | Erster Platz                                          | Zweiter Platz                                         | Dritter Platz                                         |
| 13. Januar 2023                                       | 10 km Freistil                                        | Ebba Andersson                                        | Ragnhild Gløersen Haga                                | Moa Lundgren                                          |
| 14. Januar 2023                                       | Sprint klassisch                                      | Anna Svendsen                                         | Ebba Andersson                                        | Hedda Bakkemo                                         |
| 15. Januar 2023                                       | 30 km klassisch Massenstart                           | Ebba Andersson                                        | Sigrid Leseth Føyen                                   | Anna Svendsen                                         |

| 3. Scandinavian Cup in Madona, 3. bis 5. März 2023 | 3. Scandinavian Cup in Madona, 3. bis 5. März 2023 | 3. Scandinavian Cup in Madona, 3. bis 5. März 2023 | 3. Scandinavian Cup in Madona, 3. bis 5. März 2023 | 3. Scandinavian Cup in Madona, 3. bis 5. März 2023 |
| -------------------------------------------------- | -------------------------------------------------- | -------------------------------------------------- | -------------------------------------------------- | -------------------------------------------------- |
| Datum                                              | Disziplin                                          | Erster Platz                                       | Zweiter Platz                                      | Dritter Platz                                      |
| 3. März 2023                                       | Sprint Freistil                                    | Moa Lundgren                                       | Maria Hartz Melling                                | Ingrid Hallquist                                   |
| 4. März 2023                                       | 10 km Freistil                                     | Margrethe Bergane                                  | Marte Skaanes                                      | Kristin Austgulen Fosnæs                           |
| 5. März 2023                                       | 20 km klassisch Verfolgung                         | Margrethe Bergane                                  | Marte Skaanes                                      | Kristin Austgulen Fosnæs                           |

### Gesamtwertung Frauen
| Rang | Name                     | Punkte |
| ---- | ------------------------ | ------ |
| 1.   | Moa Lundgren             | 646    |
| 2.   | Tiril Liverud Knudsen    | 498    |
| 3.   | Maren Wangensteen        | 471    |
| 4.   | Kristin Austgulen Fosnæs | 436    |
| 5.   | Johanne Hauge Harviken   | 407    |
| 6.   | Anna Svendsen            | 380    |
| 7.   | Emma Kirkeberg Mørk      | 372    |
| 8.   | Karoline Simpson-Larsen  | 349    |
| 9.   | Mari Nordlunde           | 348    |
| 10.  | Berit Mogstad            | 333    |

| Rang | Name                   | Punkte |
| ---- | ---------------------- | ------ |
| 11.  | Margrethe Bergane      | 325    |
| 12.  | Ingrid Hallquist       | 298    |
| 13.  | Ebba Andersson         | 295    |
| 14.  | Marte Mikkelsplass     | 270    |
| 15.  | Hedda Østberg Amundsen | 254    |
| 16.  | Maria Hartz Melling    | 251    |
| 17.  | Nora Andersen          | 246    |
| 17.  | Marte Skaanes          | 246    |
| 19.  | Tale Bruheim Breding   | 243    |
| 20.  | Nora Sanness           | 234    |

| Rang | Name                   | Punkte |
| ---- | ---------------------- | ------ |
| 21.  | Anna Heggen            | 218    |
| 22.  | Sigrid Leseth Føyen    | 215    |
| 23.  | Julie Bjervig Drivenes | 214    |
| 24.  | Linn Svahn             | 211    |
| 25.  | Hanne Wilberg Rofstad  | 207    |
| 26.  | Moa Hansson            | 206    |
| 27.  | Jonna Sundling         | 200    |
| 28.  | Ingrid Gulbrandsen     | 198    |
| 29.  | Vilma Nissinen         | 178    |
| 30.  | Hilla Niemelä          | 165    |